# Плотва (приток Боровой)
Плотва́ (укр. Плотва) — река в Луганской области Украины, левый приток Боровой. Длина реки — 15 км, площадь водосборного бассейна — 100 км², уклон — 2,6 м/км.

## Течение
Берёт начало в селе Сухановка, протекает по территории Старобельского и Кременского районов и впадает в реку Боровую на расстоянии 39 километров от её устья к северу от села Пристино.

## Населённые пункты
- село Сухановка[2]
- село Мариновка[2]